# ورل پرگندرن
ورل پرگندرن (به فرانسوی: Verel-Pragondran) یک کمون در فرانسه است که در Canton of Saint-Alban-Leysse واقع شده‌است.

## خصوصیات
ورل پرگندرن ۶٫۵۳ کیلومترمربع مساحت و ۴۳۱ نفر جمعیت دارد.